# 장허수
장허수(중국어 정체자: 江和樹, 병음: Jiāng Héshù, 한자음: 강화수, 1981년 2월 1일 ~ )은 중화민국의 정치인이다. 2022년 타이베이시 제13선거구의 시의원으로 당선된다.

## 학력
- 아주 대학

## 같이 보기
- 대만민중당